# 鄞县大道
鄞县大道是中国浙江省宁波市一条城市主干道，海曙段称为横少线，编号为X914，鄞州段海曙鄞州界至东环南路段称为横钱线，编号为X014，东环南路至宝周线为202省道的一部分，全线位于海曙区和鄞州区境内。鄞县大道西起横街镇 望童线，跨奉化江东至东吴镇 宝周线，全长37.771公里，于1999年12月26日通车。

## 命名争论
鄞县大道与2005年建成的鄞州大道均全线为于原鄞县境内。由于鄞县大道为鄞县撤县设区之前建成的道路，为了保持路名稳定和尊重历史，保留了“鄞县”的名称，这使得两条不同的道路时常引起混淆。

## 主要相交道路
- 望童公路
- 沈海高速 宁波绕城高速横街互通
- 广泽（南）路
- 集古南路
- 秋实路（ 204省道）
- 聚才路
- 同德路
- 机场路
- 北：石泉路、南：石源路
- 雅戈尔大道
- 万顺路
- 北：雅源北路、南：雅源南路
- 欢乐海岸路
- 北：百梁北路、南：百梁南路
- 广德湖北（南）路
- 北：钟公庙路、南：它山堰路
- 宁南北（南）路
- 天童北（南）路
- 前河北（南）路
- 学士路
- 钱湖北（南）路（主线下穿）
- 福明南路
- 沧海（南）路
- 北：紫诚南路、南:天工路
- 金和路
- 北：下应北路、南：下应南路
- 北：金达路、南:金达南路
- 金谷南路
- 北：福庆南路、南：鄞州大道
- 锁岚路
- 天池路
- 莫枝北路
- 东环南路（ 202省道，与 202省道共线段起点）
- 宝周线
- 续接 202省道（与 202省道共线段终点）